# Apatura marginecarueli
Apatura marginecarueli är en fjärilsart som beskrevs av Le Moult 1947. Apatura marginecarueli ingår i släktet Apatura och familjen praktfjärilar. Inga underarter finns listade i Catalogue of Life.